# Маитани, Лоренцо
Лоренцо Маитани (итал. Lorenzo Maitani; до 1275 г., Сиена (Тоскана) — 1330, Орвието, Умбрия) — скульптор и архитектор итальянского проторенессанса.

## Биография

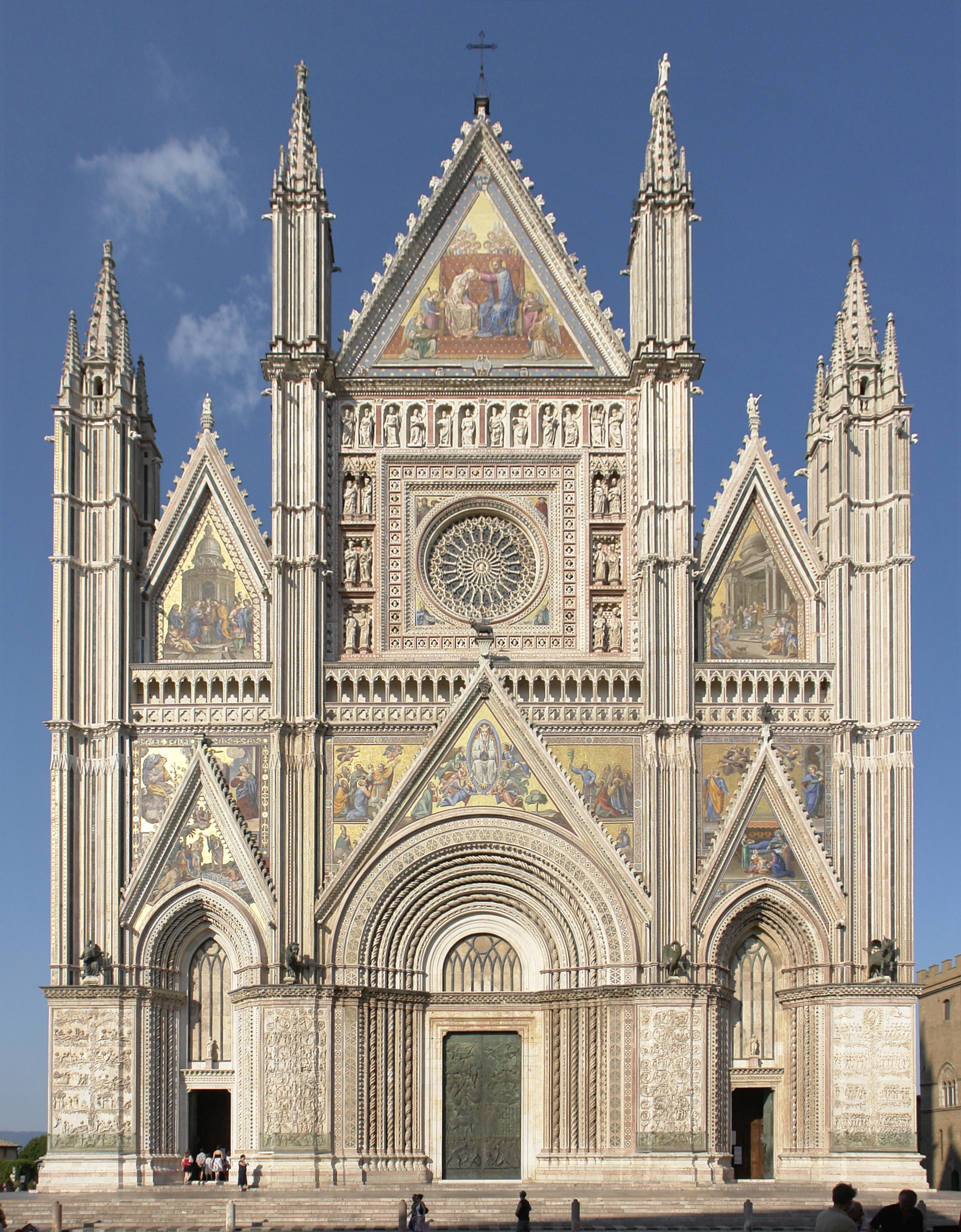
Собор Орвието. Главный фасад

Лоренцо был сыном скульптора Витале ди Лоренцо по прозванию Матано (Matano). Работал главным образом в Умбрии: с 1310 года до своей смерти был главным строителем собора Орвието. Прерывал работу в соборе в 1317 и 1319—1321 годах для ремонта акведуков Перуджи.
Его индивидуальный стиль формировался под влиянием французской, сиенской и тосканской готики. Маитани существенно изменил проект собора в Орвието, приблизив его к композиции Сиенского собора. Архитектура двух соборов настолько схожа, что часто рассматривается как один пример своеобразной школы сиенской готики. Помимо возведения фасада, Маитани приписывают, по крайней мере, часть рельефов пилонов в нижней части фасада на темы «Историй Книги Бытия» и «Страшного суда», которые представляют собой выдающиеся образцы скульптуры в центральной Италии после работ Джованни Пизано.
Маитани укрепил внешние стены здания аркбутанами, которые, правда, впоследствии оказались бесполезными. В итоге аркбутаны были включены в заново отстроенные капеллы трансепта. Он перестроил форму апсиды в прямоугольную и добавил огромное витражное окно в виде квадрифолия. С 1310 года Лоренцо Маитани создавал фасад до уровня бронзовых символов евангелистов, но скончался в 1330 году, не застав окончания строительства.
Маитани также создал скульптуры из дерева: «Распятие» для Орвието, другое для церкви Сан-Франческо-ди-Орвието. Кроме этого, Маитани приписывают скульптуры ангелов над центральным порталом и символы евангелистов в бронзе, которые выступают из карниза над пилонами. Разработал проект замка Монтефалько. В Музее произведений искусства Собора (Museo dell’Opera del Duomo) хранятся его рисунки. Среди атрибутированных работ выделяется деревянная «Мадонна Орвието» (Museo dell’Opera del Duomo).

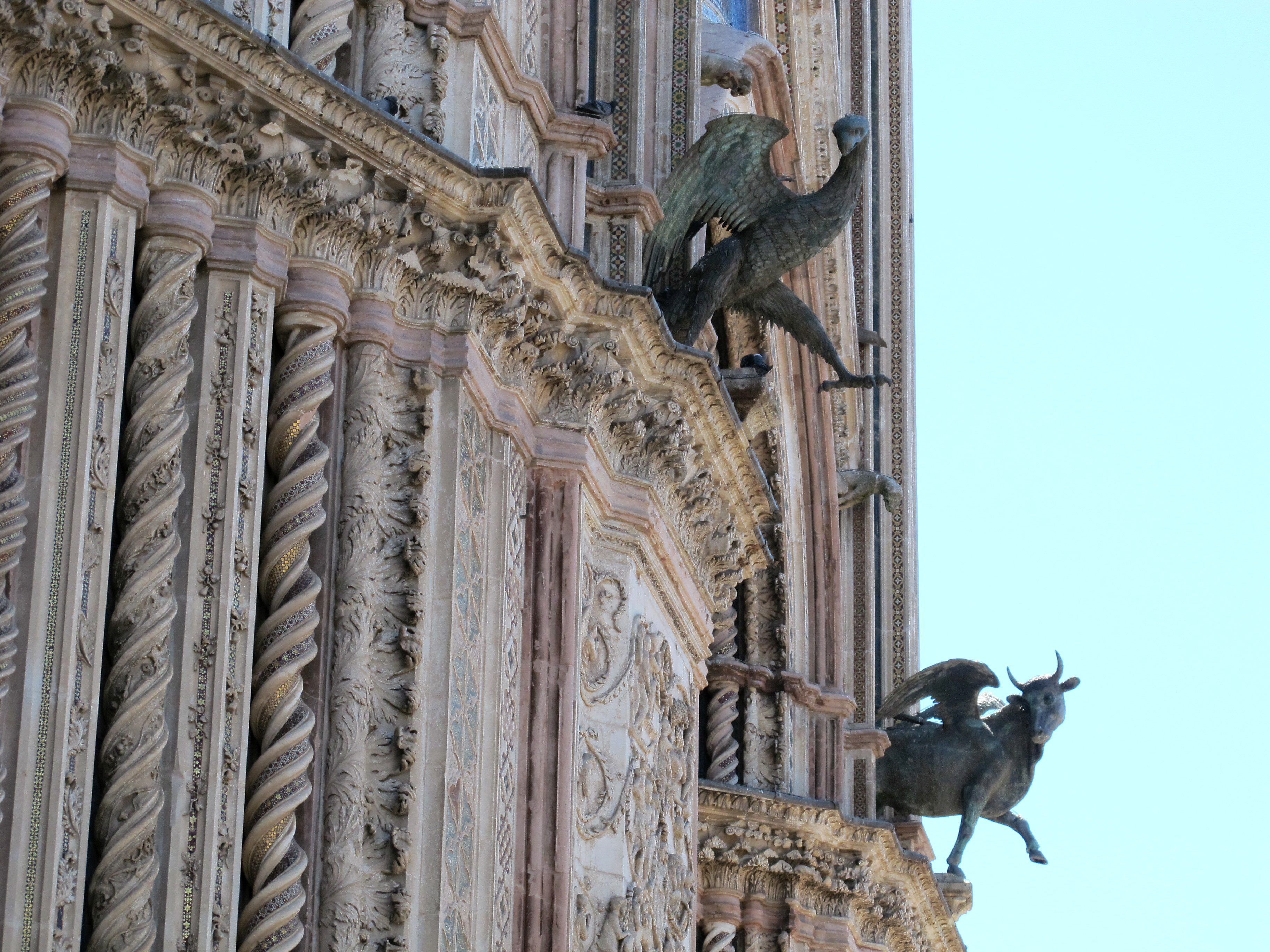
Символы евангелистов главного фасада собора в Орвието
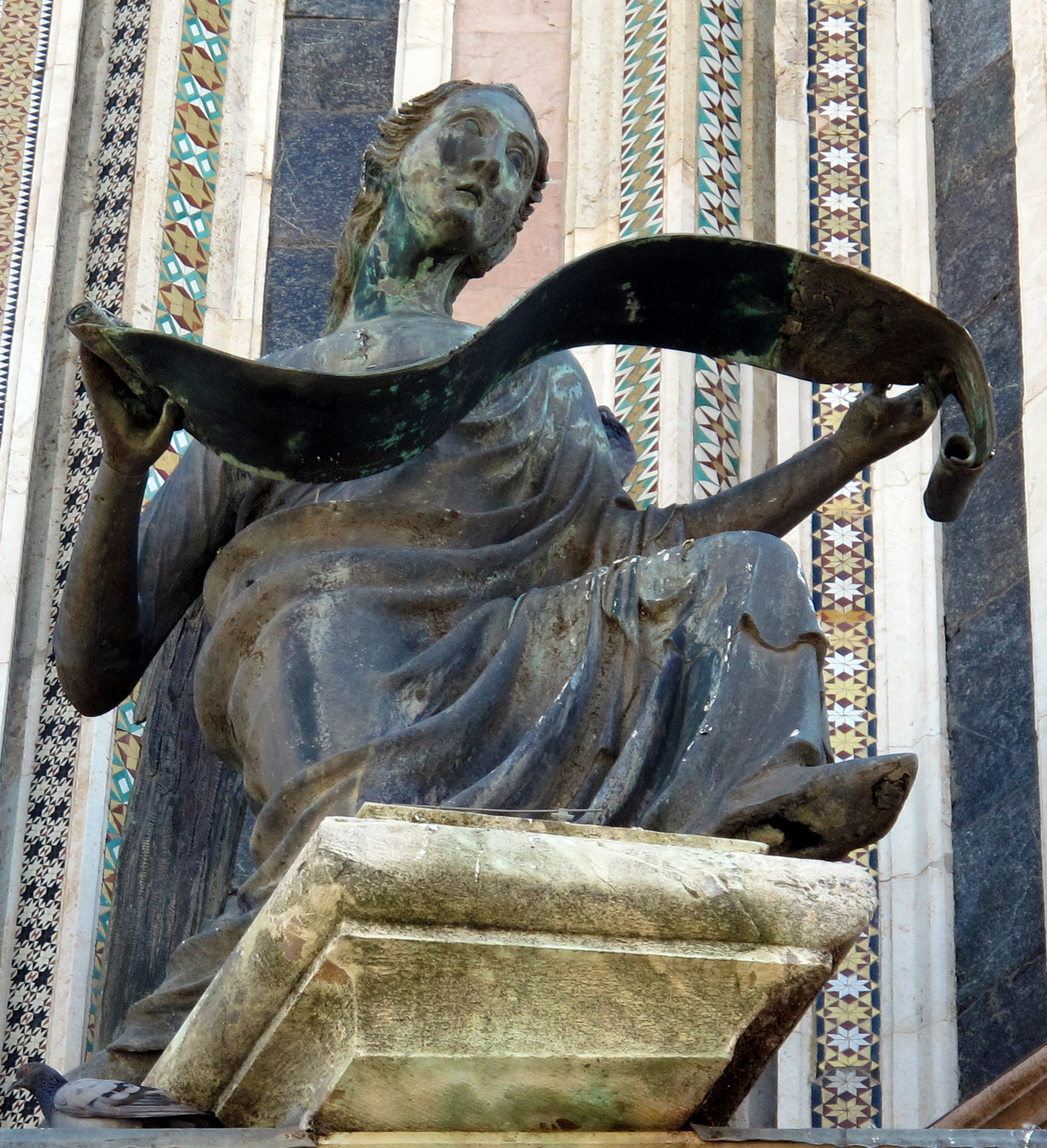
Ангел — символ евангелиста Матфея
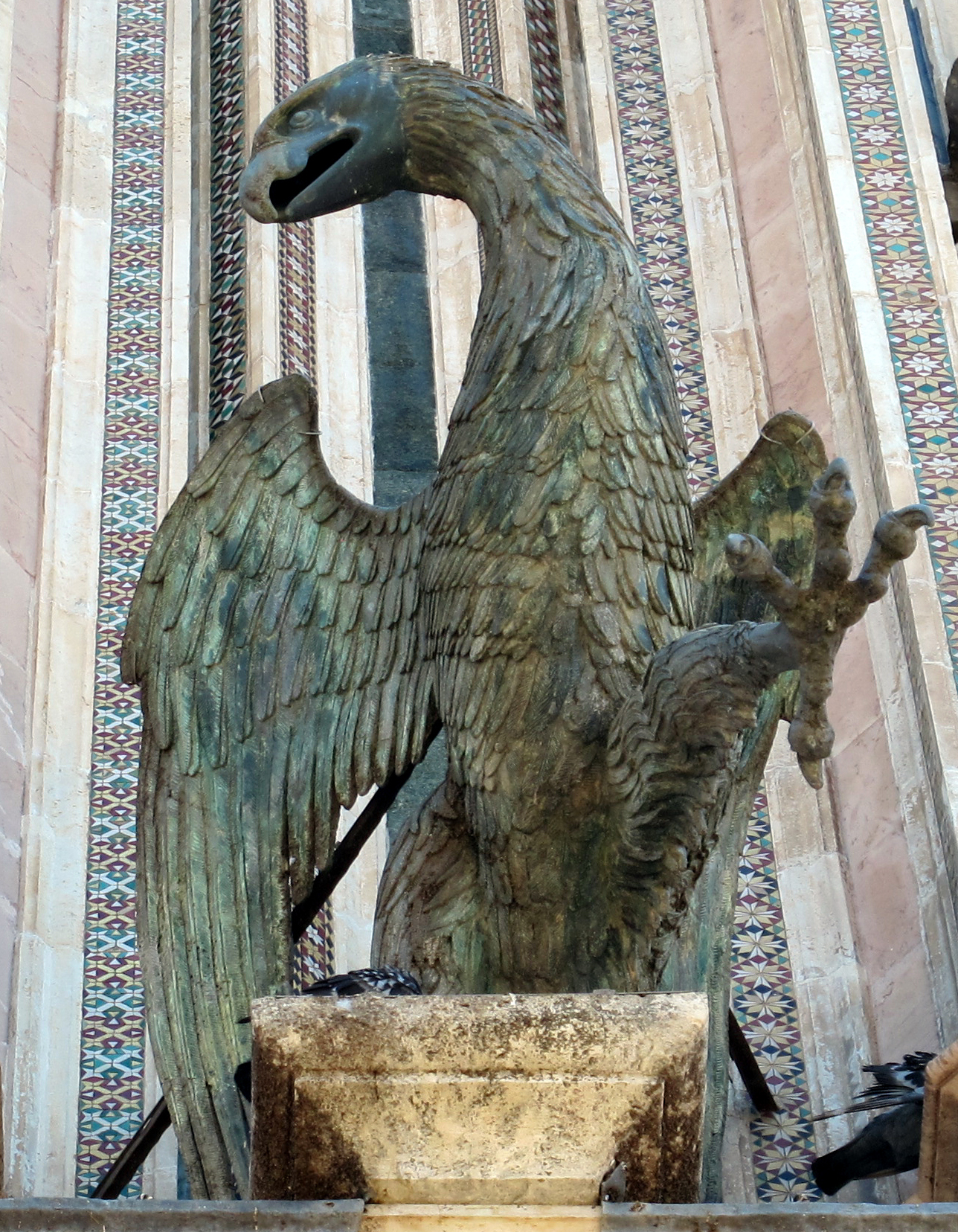
Орёл — символ евангелиста Иоанна
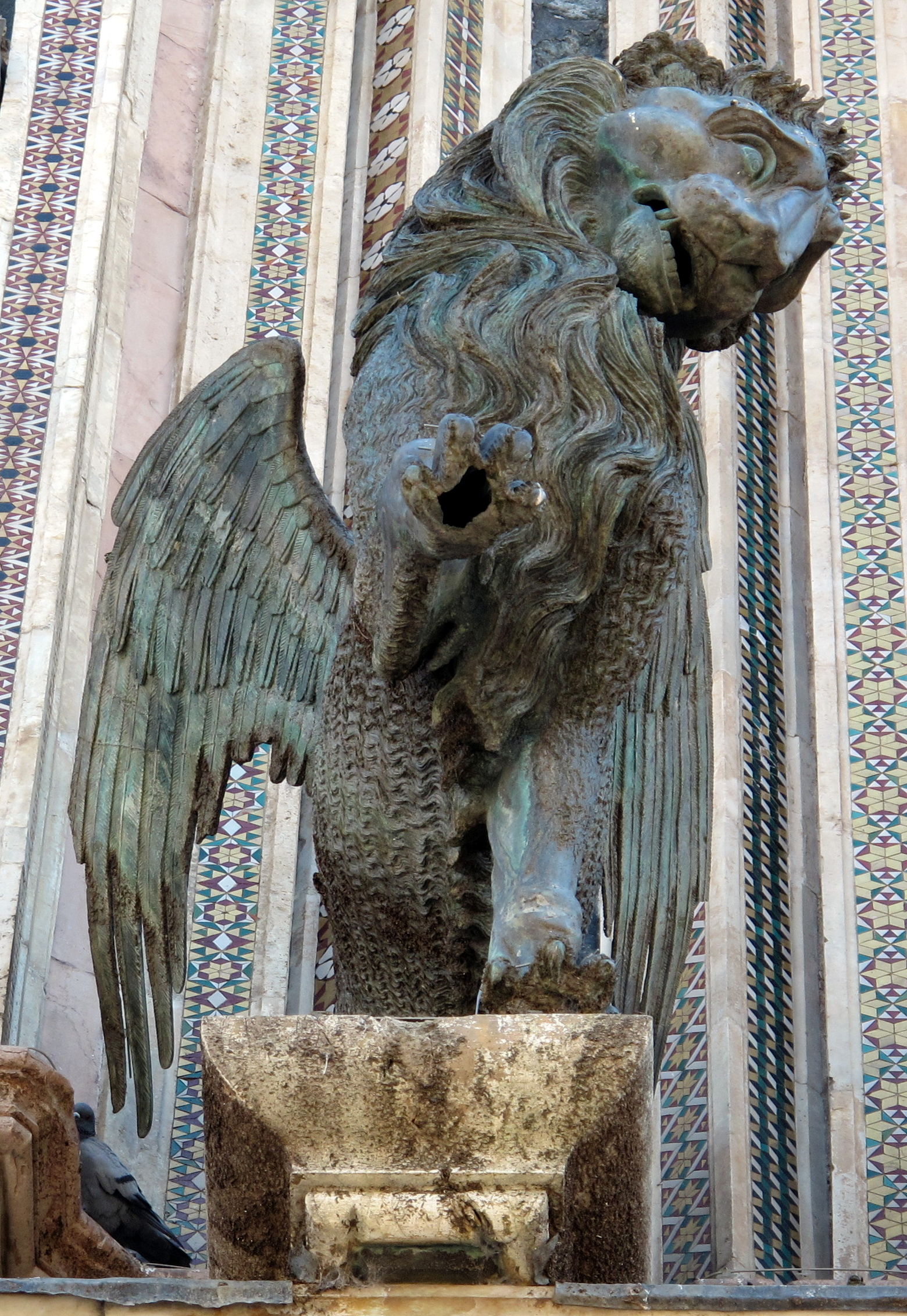
Лев — символ евангелиста Марка
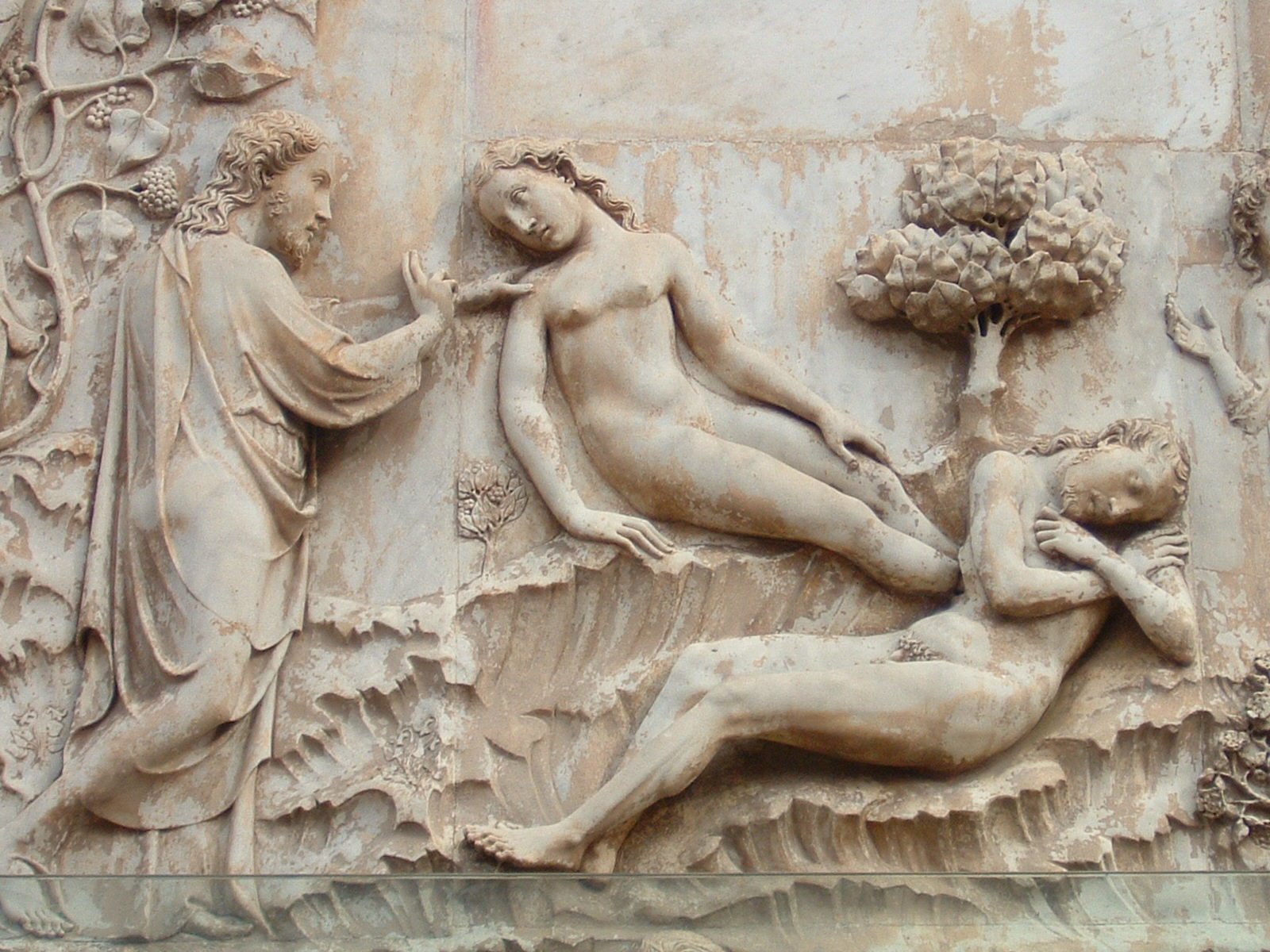
Сотворение Евы. Деталь рельефов первого пилона фасада собора
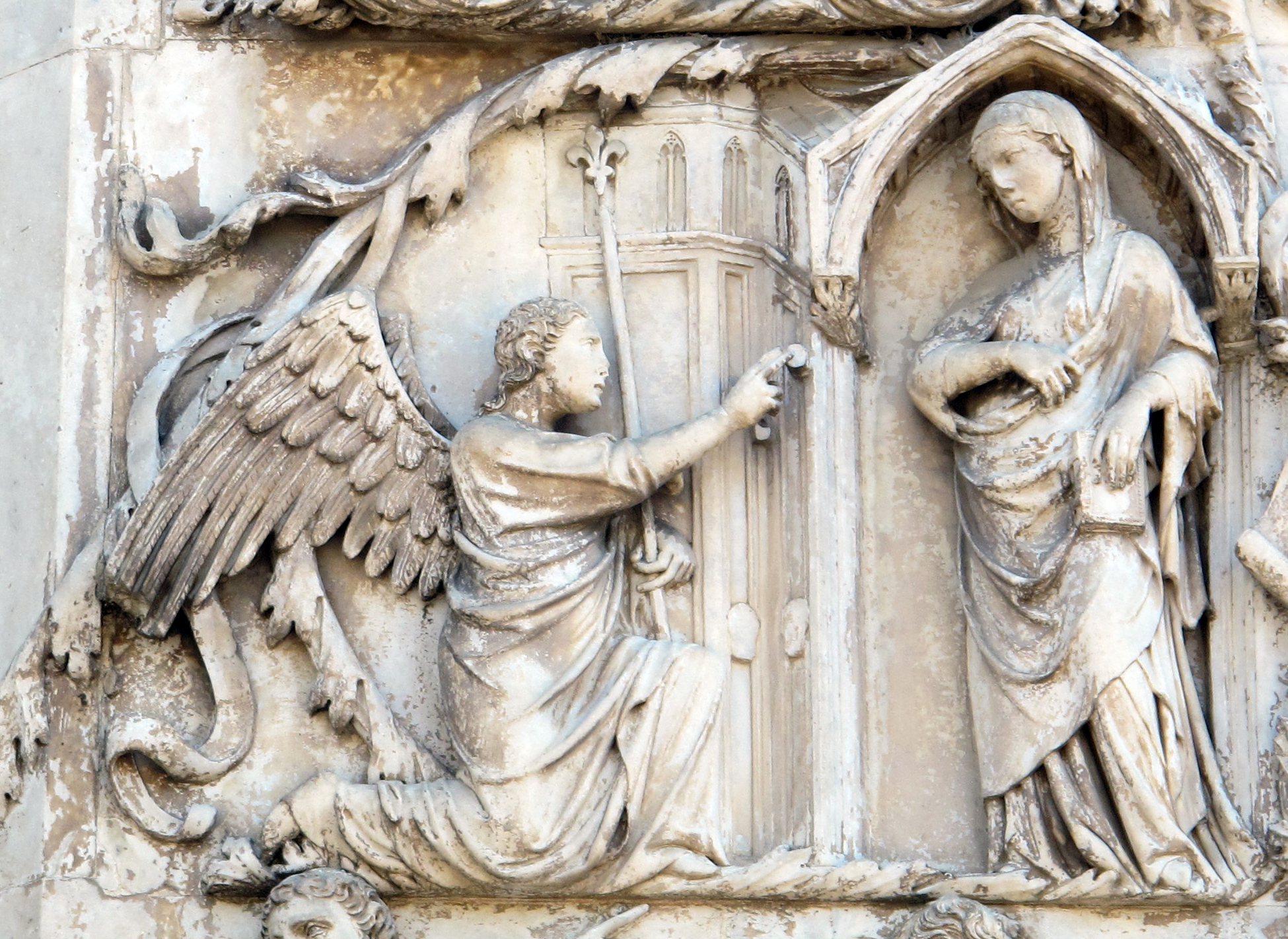
Благовещение  Марии. Деталь рельефов третьего пилона фасада
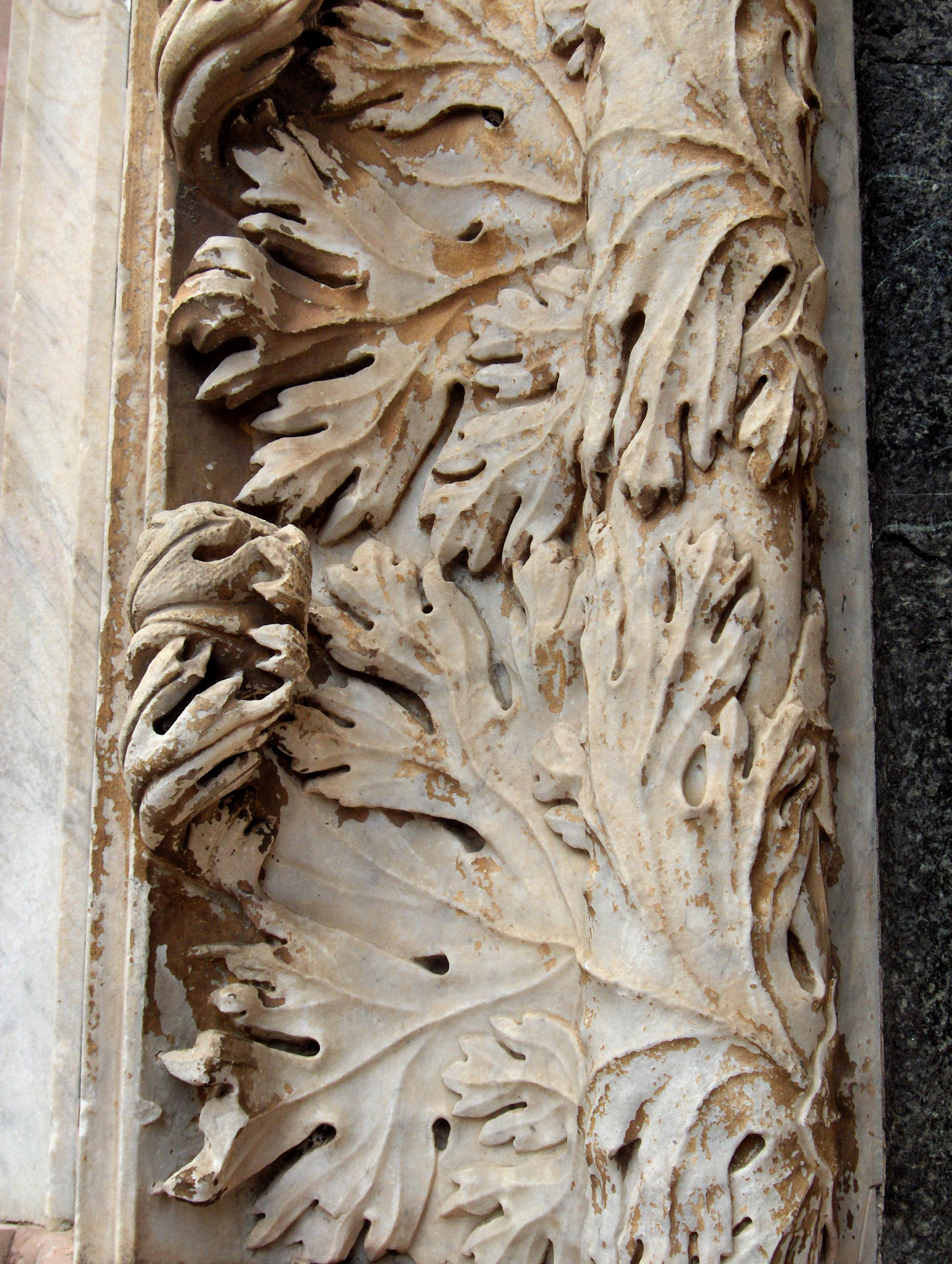
Лиственный орнамент